# Estadio Hugo Bogado Vaceque
El Estadio Hugo Bogado Vaceque es un estadio de fútbol de Paraguay que se encuentra ubicado en el barrio Zeballos Cué de la ciudad de Asunción. En dicho escenario, que cuenta con capacidad para 5000 personas, hace las veces de anfitrión el club General Caballero de la Primera División C, cuarta división del fútbol paraguayo.
Debe su nombre a uno de sus presidentes, José Hugo Bogado Vaceque, bajo cuyo mandato el club ascendió en dos ocasiones a la Primera División en 2005 y 2011.
Tras el ascenso obtenido en la temporada 2015, el club con el apoyo de la Asociación Paraguaya de Fútbol debía contar con un sistema lumínico en su estadio, para la temporada siguiente, que competiriá de nuevo en Primera División.
A mediados de julio de 2016 iniciaron los trabajos del sistema lumínico del estadio, se instalaron 4 torres con 18 reflectores en cada una. El 4 de agosto se hicieron las primeras pruebas y se encendieron por primera vez las torres de iluminación del estadio. El viernes 12 de agosto fue habilitado oficialmente y se jugó por primera vez en este escenario un partido en horario nocturno, fue por la séptima fecha del Torneo Clausura cuando recibió a Capiatá, finalmente el equipo visitante se llevó la victoria por un marcador de 1 a 2.
El miércoles 18 de agosto de 2016, se jugó un partido amistoso internacional ante el club Crucero del Norte argentino, siguiendo con los actos de inauguración de las mejoras del estadio. El resultado fue una victoria de los visitantes 1 - 2.